# Portas (parroquia)
Portas (oficialmente Santa María de Portas) es una parroquia española del municipio de Portas, perteneciente a la provincia de Pontevedra, en la comunidad autónoma de Galicia.

## Historia
Hacia mediados del siglo XIX, el lugar, ya por entonces perteneciente a Portas, tenía contabilizada una población de 477 habitantes. Aparece descrito en el decimotercer volumen del Diccionario geográfico-estadístico-histórico de España y sus posesiones de Ultramar de Pascual Madoz con las siguientes palabras:

PORTAS (Sta Maria): felig. cap. del ayunt. del mismo nombre en la prov. de Pontevedra (2 1/2 leg.), part. jud. de Caldas de Reyes (1 1/2), dióc. de Santiago (6): sit. á la izq. del r. Umia, con libre ventilacion y clima saludable. Tiene unas 190 casas en los l. de Porta do Conde, Liñar, Refistolo, Casal, Fontans, Pazos, Salaceda, Rapeira, Villadamigo, Quenlla, Currás, Parada, Souto, Bouza, Paradela, Paraiso, Piñeiro y Outeiro. Hay casa municipal en la ald. de Porta do Conde que es la cap., y escuela de primeras letras. La igl. parr. (Sta. Maria) se halla servida por un cura de primer ascenso, y patronato lego. Tambien hay 2 ermitas dedicadas á San Juan y al Dulce Nombre de Maria. Confina el térm. N. Santiago de Godos; E. Briallos; S. Lantaño, y O. Sta. Maria de Godos. El terreno es bastante llano y fértil; cruza por el E. un r. llamado Pequeño sobre el cual hay 4 puentes, y va á desaguar en el Umia. Los caminos conducen á Villagarcia, Fefiñanes, Cambados, y á Caldas de Reyes, enlazando este último con la carretera de la Coruña. prod.: trigo, maiz, cebada, patatas, lino, legumbres, vino, frutas, y pastos: se cria ganado vacuno, de cerda, lanar y cabrío; caza de perdices, liebres y conejos, y pesca de anguilas y truchas. ind.: la agrícola, molinos arineros, y telares de lienzo de lino. pobl.: 192 vec., 477 alm. contr. con las demas parr. que componen su ayunt. (V.)
(Madoz, 1849, p. 159)

En 2022, tenía empadronados 901 habitantes.